# Pycnophyes neuhausi
Pycnophyes neuhausi är en djurart som tillhör fylumet pansarmaskar, och som beskrevs av Martorelli och Higgins 2004. Pycnophyes neuhausi ingår i släktet Pycnophyes och familjen Pycnophyidae. Inga underarter finns listade i Catalogue of Life.